# Conflictos postsoviéticos
| Rusia Asia Central Europa Oriental | Cuenca del Báltico Cáucaso |

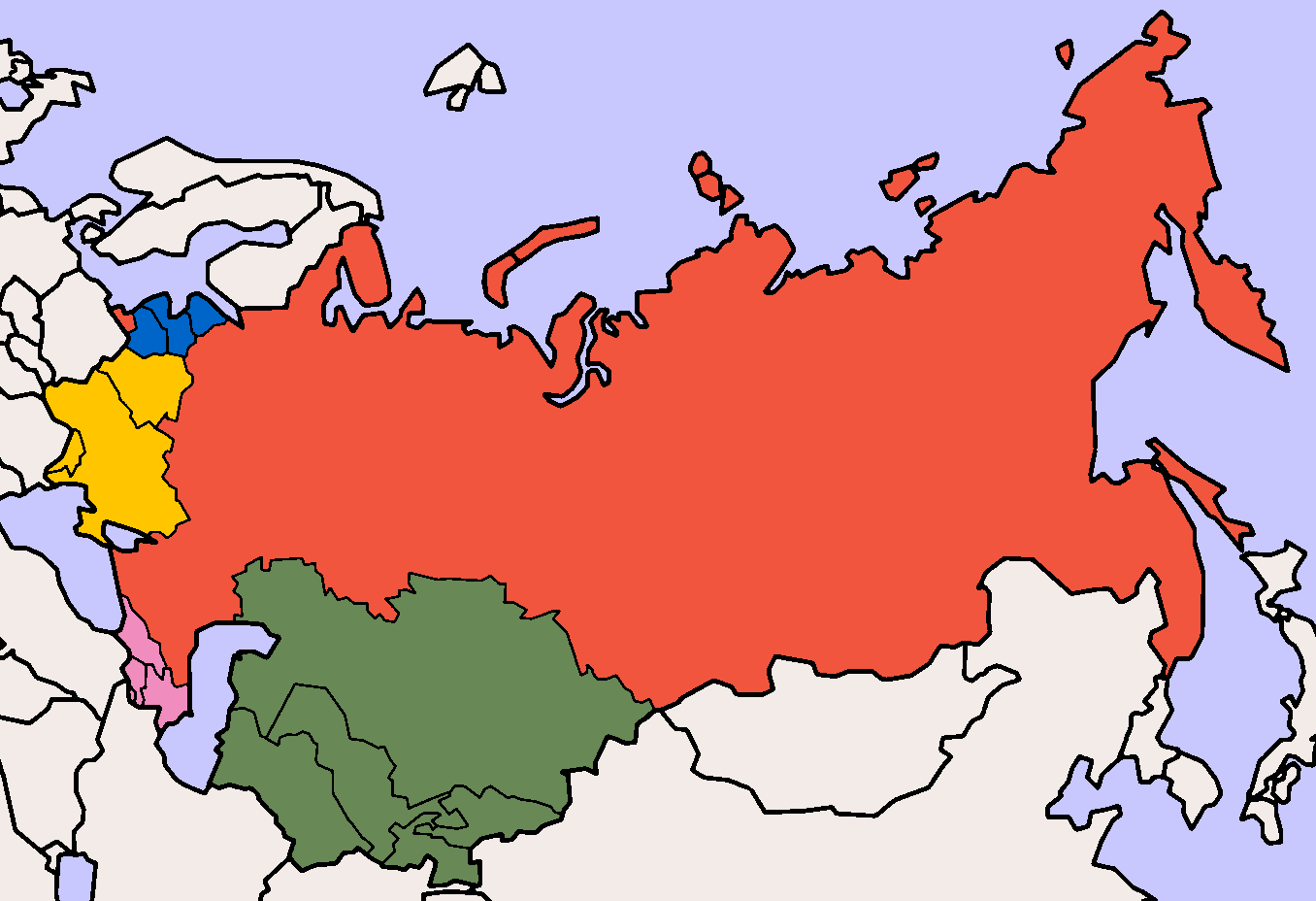
Agrupación de las distintas antiguas regiones de la Unión Soviética:
Rusia
Asia Central
Europa Oriental
Cuenca del Báltico
Cáucaso

La denominación de conflictos postsoviéticos se refiere, en conjunto, a todos los conflictos, guerras y crisis que se desarrollaron o vienen desarrollándose en torno a los Estados que nacieron de la disolución de la Unión Soviética en 1991.
Aunque tienen una denominación común, los conflictos potsoviéticos se caracterizan por aspectos no necesariamente compartidos, pudiendo ser tanto internos, externos o heredados del período soviético.. Mientras que la denominación, en su forma más estricta, sería solo aplicable a los conflictos que germinaron o se originaron en los territorios de los Estados que conformaban la Unión Soviética, en una forma más general, alcanzando niveles mundiales, puede aplicarse a todos los conflictos que la última administración de la Unión Soviética dejó inconclusos o en los que hubiera tenido una intervención directa o indirecta. Pero ni en esa aplicación general debe ser aplicado a los conflictos en que alguno o varios de los Estados sucesores de la Unión Soviética se han visto implicados fuera de la esfera de influencia cultural, histórica y social de lo que fue el territorio soviético.

## Descripción de la problemática

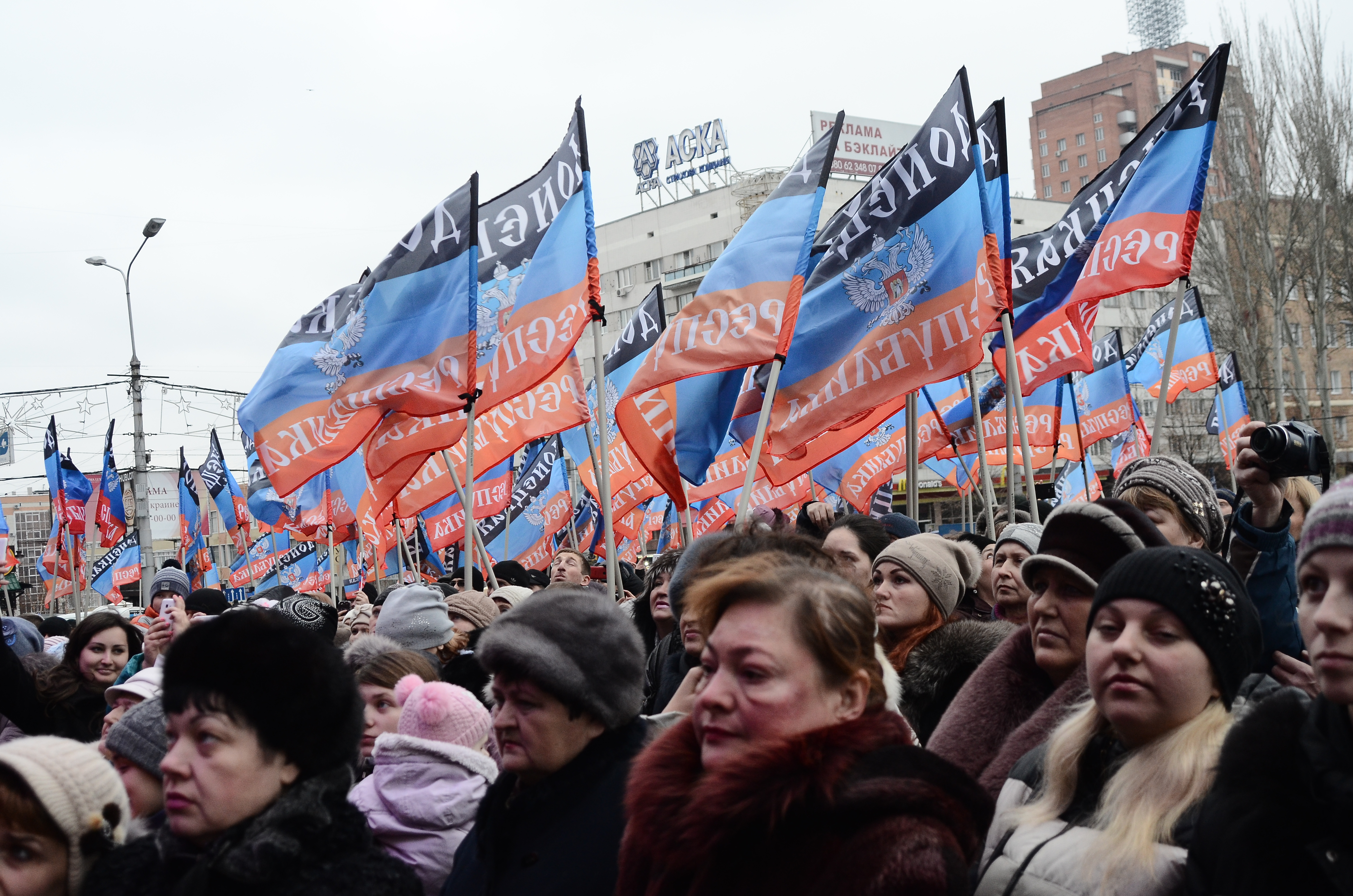
Separatismo en Ucrania, un ejemplo de conflicto postsoviético específico. En la imagen protestas a favor de la República Popular de Donetsk.

Algunos conflictos soviéticos terminaron en punto muerto o sin un tratado de paz, y se conocen como conflictos congelados posterior a la disolución de la Unión Soviética. Esto significa que una serie de Estados exsoviéticos soberanos heredaron y se crearon sobre los problemas de la Unión Soviética. En realidad, los principales conflictos postsoviéticos congelados se refieren a territorios disputados y a movimientos separatistas.

## Conflictos postsoviéticos en sentido específico
Los conflictos postsoviéticos específicos son los que se llevan a cabo entre Estados herederos de la Unión Soviética.
En el caso de territorios disputados se puede poner como ejemplo la anexión de la península de Crimea —bajo dominio de Ucrania—, a Rusia y como ejemplo de movimientos separatistas tenemos en la misma Ucrania la guerra en el Donbáss que vienen desarrollando las autodenominadas repúblicas de Donetsk y Lugansk contra el gobierno ucraniano.

## Conflictos postsoviéticos en sentido general

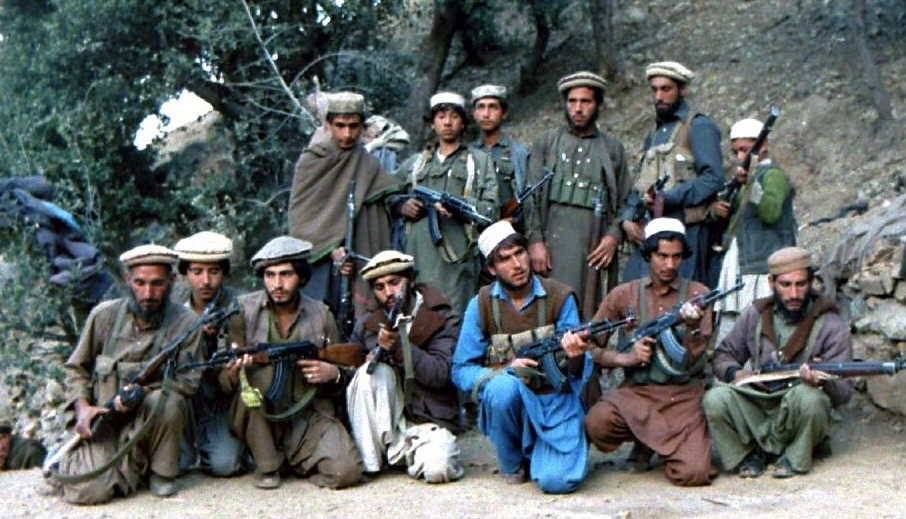
El brote muyahidín en Afganistán, como una manera de contrarrestar la influencia comunista, un ejemplo claro de conflicto postsoviético. En la imagen soldados talibanes en la guerra santa contra la República Democrática de Afganistán.

Los conflictos postsoviéticos generales son los que generaron la última administración de la Unión Soviética fuera de su esfera de influencia y que continuaron posterior a la caída soviética.
En este caso los intereses ideológicos y políticos primaron sobre las disputas territoriales y/o movimientos separatistas, aunque igualmente se pueden encontrar presentes, como por ejemplo la existencia del llamado Bloque del Este en el centro y el este de Europa que duró algunos años posteriores a la disolución soviética, los diferentes movimientos anticomunistas que provocaron grandes revoluciones en los Estados satélites soviéticos de todo el mundo y también las ayudas económicas y políticas a gobiernos alineados al soviético en países como Corea del Norte o Cuba, les trajo a estos (cuando la Unión Soviética dejó de existir) problemas con el mundo occidental, las intervenciones militares soviéticas en Yugoslavia y más recientemente en Afganistán que por problemas internos el gobierno soviético se vio obligado a dejar, a pesar de que el conflicto principal siguiera en curso muchos años después de la desaparición del país comunista y como consecuencia se expandiera a países o regiones colindantes (en el caso de Yugoslavia a la Unión Europea y en el caso de Afganistán a casi todo oriente medio).

## Conflictos excluidos del término «postsoviético»
Los conflictos generados por los gobiernos posteriores de los Estados satélites de la Unión Soviética o gobiernos subordinados a este último, como por ejemplo las guerras yugoslavas o las intervenciones militares cubanas o conflictos en donde la Unión Soviética haya perdido protagonismo, como la guerra camboyano-vietnamita, tampoco se considera postsoviético a conflictos generados por partidos o movimientos políticos/ideológicos que simpatizaran con la Unión Soviética, como el Ejército Zapatista de Liberación Nacional que participa en la crisis del Estado de Chiapas, y, por último, también se excluye a las intervenciones o guerras que los Estados postsoviéticos realicen fuera de la esfera de influencia soviética, como, por ejemplo, la participación de las repúblicas bálticas en la guerra contra el grupo islamista Estado Islámico o la intervención militar en la guerra civil siria por parte de Rusia.

## Lista de conflictos

### Europa Oriental
| Guerra                                  | Duración                                      | Bando 1 | Bando 2 | Resultado |
| --------------------------------------- | --------------------------------------------- | --- | --- | --- |
| Conflicto de Gagaúzia                   | 12 de noviembre de 1989-14 de enero de 1995   | Moldavia Apoyado por: · Rumania | Gagauzia · Apoyado por: · Rusia · Transnistria | Conflicto congelado - Proclamación de la República Gagaúza en 1989, no reconocida por ningún país - Independencia de facto del sur de Moldavia de mayoría gagaúza. - Marcha de nacionalistas moldavos sobre Gagaúzia. - Moldavia y la República Gagaúza llegan a un acuerdo. Se crea la república autónoma de Gagaúzia. Se suceden tensiones menores en las décadas siguientes. |
| Conflicto de Transnistria               | 2 de septiembre de 1990-                      | Moldavia · Apoyado por: · Rumania · Ucrania | Transnistria · Respaldado por: · Rusia | En curso (conflicto congelado) - Transnistria es de facto un país independiente |
| Guerra de Transnistria                  | 2 de marzo-21 de julio de 1992                | Moldavia | Transnistria | Indeciso - Transnistria pasa a ser una república independiente de facto, pero es reconocida de forma universal como parte de Moldavia |
| Crisis constitucional rusa de 1993      | 21 de septiembre-4 de octubre de 1993         | Presidente de Rusia | Sóviet Supremo de Rusia | Victoria del gobierno de Yeltsin - El Sóviet Supremo de Rusia, el Congreso de los Diputados del Pueblo de Rusia y los Sóviets regionales fueron disueltos - Elecciones parlamentarias y un referéndum constitucional celebradas en 1993. |
| Euromaidán                              | 21 de noviembre de 2013-23 de febrero de 2014 | Manifestantes europeístas | Gobierno prorruso · Apoyo político: · Rusia | Victoria de la oposición - Dimisión del primer ministro Mikola Azárov. - Los opositores toman el control del país. - El presidente Viktor Yanukóvich huye a Rusia. - La ex primera ministra Yulia Timoshenko es puesta en libertad. - Anexión de Crimea a Rusia |
| Disturbios prorrusos en Ucrania         | 20 de febrero-3 de mayo de 2014               | Manifestantes prorrusos · Nueva Rusia · República Popular de Donetsk · República Popular de Lugansk · República Popular de Járkov Rusia | Nuevo Gobierno ucraniano · Guardia Nacional de Ucrania · Sector Derecho · Activistas del Euromaidán · Apoyado por: · Estados Unidos · Unión Europea                                             | Inicio de la guerra ruso-ucraniana - Adhesión de Crimea a Rusia - Guerra del Dombás - Establecimiento de las Repúblicas Populares de Donetsk y Lugansk - Intentos fallidos de Establecer Repúblicas populares en Járkov y Odesa |
| Crisis en Ucrania (2014-2015)           | 20 de febrero de 2014-15 de febrero de 2015   | Ucrania · Tártaros de Crimea | Confederación de Nueva Rusia · R.ª Pop. de Donetsk · R.ª Pop. de Lugansk Rusia · República de Crimea                                                                                            | Victoria rusa y separatista - Crimea es anexada a Rusia - Proclamación de independencia de los óblasts de Donetsk y de Lugansk - Protocolo de Minsk |
| Guerra ruso-ucraniana                   | 20 de febrero de 2014-                        | Ucrania | Rusia · R.ª Pop. de Donetsk · R.ª Pop. de Lugansk · Nueva Rusia · (hasta 2015) | En curso - Anexión rusa de Crimea - Ocupación de cuatro óblasts del sudeste de Ucrania en 2014 y 2022 - Rusia Ocupa aproximadamente el 18% del territorio ucraniano en noviembre de 2022 |
| Crisis de Crimea de 2014                | 20 de febrero-18 de marzo de 2014             | Ucrania · República Autónoma de Crimea | Rusia · República de Crimea | Victoria rusa - Ocupación de Crimea por parte de Rusia. - Inicio de la guerra ruso-ucraniana. - Suspensión de Rusia del G8. |
| Guerra del Dombás                       | 6 de abril de 2014-24 de febrero de 2022      | Ucrania | República Popular de Donetsk · República Popular de Lugansk · Rusia | Inconcluso - Independencia de los óblasts de Donetsk y de Lugansk - Intervención militar rusa en Ucrania a partir de 2022 |
| Incidente del estrecho de Kerch de 2018 | 25 de noviembre de 2018                       | Rusia | Ucrania | - Rusia captura 3 buques ucranianos - Ucrania declara la ley marcial - Ucrania prohíbe la entrada a todos los varones rusos con una edad de entre 16 y 60 años durante el periodo de ley marcial - Ucrania reclama la devolución de los 3 buques |
| Protestas en Bielorrusia                | 24 de mayo de 2020-25 de marzo de 2021        | Gobierno bielorruso | Oposición bielorrusa | Victoria del gobierno - Los principales líderes de la oposición fueron arrestados o al exilio. - Lukashenko sigue en el poder. |
| Crisis ruso-ucraniana                   | 3 de marzo de 2021-24 de febrero de 2022      | Ucrania · Respaldo internacional: · Alemania · Canadá · Estados Unidos · Estonia · España · Francia · Georgia · Italia · Letonia · Lituania · Oposición bielorrusa · OTAN · Países Bajos · Polonia · Portugal · Reino Unido · Rumania · República Checa · Suecia · Turquía | Rusia · República Popular de Donetsk · República Popular de Lugansk · Transnistria · Apoyo politico: · Bielorrusia · Corea del Norte · Siria · Osetia del Sur                                   | Escalada de la guerra ruso-ucraniana - Movilización de tropas rusas a lo largo de la frontera ucraniana - Rusia reconoce a las repúblicas separatistas de Donetsk y Lugansk como estados soberanos y ordena la entrada de las fuerzas militares rusas en las repúblicas. - Las fuerzas armadas rusas comienzan una invasión a gran escala de Ucrania el 24 de febrero de 2022. |
| Invasión rusa de Ucrania                | 24 de febrero de 2022-                        | Ucrania | Rusia · R.ª Pop. de Donetsk · R.ª Pop. de Lugansk · Apoyo logístico: · Bielorrusia | En curso - Sanciones económicas a Rusia. - Boicot a Rusia y Bielorrusia - Resolución de la ONU califica de agresión a la invasión - Ucrania y Moldavia obtienen condición de candidatos a la UE - La OTAN aumenta despliegue militar en Europa oriental. - Procedimientos judiciales contra Rusia - Movilización parcial rusa y descontento popular - Solicitud de adhesión de Ucrania a la OTAN. - Rusia anexa las regiones de Jerson,Zaporiyia ,Donetsk y Lugansk. - Retirada de Rusia del Consejo de Europa - Insurrección del Grupo Wagner |
| Rebelión del Grupo Wagner               | 23-24 de junio de 2023                        | Grupo Wagner | Gobierno de Rusia - Ministerio de Defensa de Rusia - Fuerza Aérea de Rusia - Servicio Federal de Seguridad - Guardia Nacional de Rusia - Kadírovtsi - Unidades chechenas "Akhmat" - OMON - SOBR | Alto al fuego mediado por Bielorrusia - Grupo Wagner detienen su avance el 24 de junio, y se retira de Rostov tras un acuerdo con el Gobierno de Rusia. - Prigozhin se autoexilia en Bielorrusia. - Desarme parcial del Grupo Wagner e integración de parte de sus tropas al Ministerio de Defensa. - Arresto del General Serguéi Surovikin. - Muerte de Prigozhin y parte de la cúpula del Grupo Wagner en un accidente de avión |

### Cáucaso
| Guerra                                              | Duración                                         | Bando 1 | Bando 2                                                                     | Resultado |
| --------------------------------------------------- | ------------------------------------------------ | --- | --------------------------------------------------------------------------- | --- |
| Conflicto del Alto Karabaj                          | 20 de febrero de 1988-1 de enero de 2024         | Azerbaiyán | Armenia Artsaj                                                              | Victoria azerí - Disolución de la República de Artsaj (Rendición). |
| Primera guerra del Alto Karabaj                     | 26 de febrero de 1988-16 de mayo de 1994         | Azerbaiyán · Muyahidines afganos · Voluntarios chechenos · Turquía · Proveedor de armas: · Irán · Ucrania · Israel           | Artsaj · Armenia · Proveedor de armas: · Rusia · Grecia                     | Victoria armenia - Acuerdo de alto al fuego (Protocolo de Biskek). |
| Conflicto georgiano-abjasio                         | 18 de marzo de 1989-                             | Abjasia · Rusia (desde 2008)                                                                                                 | Georgia                                                                     | En curso (conflicto congelado) |
| Conflicto georgiano-osetio                          | 10 de noviembre de 1989-                         | Osetia del Sur · Rusia (desde 2008)                                                                                          | Georgia                                                                     | En curso (conflicto congelado) |
| Guerra de Osetia del Sur                            | 5 de enero de 1991-24 de junio de 1992           | Separatistas Osetios | Georgia                                                                     | Victoria osetia - Osetia del Sur se convierte de facto en independiente, pero internacionalmente reconocida como parte de Georgia. |
| Guerra civil georgiana                              | 22 de diciembre de 1991-31 de diciembre de 1993  | Gobierno de Georgia Guardia Nacional de Georgia                                                                              | Consejo de Estado de Georgia Osetia del Sur Abjasia Apoyado por: Rusia      | Victoria Separatista y Gobierno de Eduard Shevardnadze - Independencia de facto de Abjasia y Osetia del Sur. - Se Instaura un nuevo gobierno liderado por Eduard Shevardnadze. - Georgia se Une a la Comunidad de Estados Independientes. |
| Guerra de Abjasia                                   | 14 de agosto de 1992-27 de septiembre de 1993    | Abjasia Apoyado por: Rusia                                                                                                   | Georgia                                                                     | Victoria abjasa - El separatismo abjasio conduce a la independencia de facto de Abjasia de Georgia. |
| Conflicto de Prígorodni Oriental                    | 30 de octubre-6 de noviembre de 1992             | Osetia del Norte Rusia | Milicias Ingusetia                                                          | Victoria Osetia - Limpieza étnica de población ingusetia del raión por la milicia oseta. |
| Primera guerra chechena                             | 9 de diciembre de 1994-31 de agosto de 1996      | Rusia | República Chechena de Ichkeria                                              | Victoria chechena - Independencia de facto de Chechenia - Acuerdo de Khasav-Yurt |
| Invasión de Daguestán                               | 2 de agosto-14 de septiembre de 1999             | Brigada Internacional Islámica                                                                                               | Rusia · Daguestán                                                           | Victoria rusa - Inicio de la segunda guerra chechena. |
| Segunda guerra chechena                             | 26 de agosto de 1999-16 de abril de 2009         | Rusia · República de Chechenia · Oposición chechena · (Hasta 2000)                                                           | República Chechena de Ichkeria Emirato del Cáucaso Muyahidines Al Qaeda     | Victoria rusa - Disolución de la República Chechena de Ichkeria. - Actos de violencia esporádica en el Cáucaso norte. |
| Crisis de Kodori de 2001                            | 4-18 de octubre de 2001                          | Abjasia | Insurgentes chechenos                                                       | Victoria abjasia |
| Crisis de la Garganta de Pankisi                    | 17 de febrero de 2002-junio de 2003              | Georgia Apoyado por: Estados Unidos                                                                                          | Yihadistas chechenos Al Qaeda                                               | Victoria georgiana |
| Revolución de las Rosas                             | 3 de noviembre-23 de noviembre de 2003           | Movimiento Nacional Unido | Gobierno de Georgia                                                         | Victoria de la oposición - Dimisión de Eduard Shevardnadze. - Mijeíl Saakashvili se declara nuevo presidente. |
| Crisis de Kodori de 2006                            | 22-28 de julio de 2006                           | Georgia - Policía georgiana                                                                                                  | Facciones de Emzar Kvitsiani                                                | Victoria del gobierno georgiano |
| Guerra de Ingusetia                                 | 21 de julio de 2007 - 19 de mayo de 2015         | Rusia · Ingusetia | Emirato del Cáucaso                                                         | Victoria rusa |
| Guerra ruso-georgiana                               | 7 de agosto-16 de agosto de 2008                 | Rusia · Osetia del Sur · Abjasia                                                                                             | Georgia                                                                     | Victoria rusa y separatista - Osetia del sur Reinstaura su Independencia - Abjasia Mantiene su Independencia - Acuerdo de paz entre las partes auspiciado por la Unión Europea - Georgia pierde el control sobre el valle Kodori y otras partes de Abjasia y Osetia del Sur. - Abjasia y Osetia del Sur son reconocidos como países Independientes por Rusia |
| Insurgencia en el Cáucaso Norte                     | 15 de abril de 2009-19 de diciembre de 2017      | Rusia · Chechenia · Daguestán · Ingusetia · Kabardia-Balkaria · Karachayevo-Cherkesia · Osetia del Norte-Alania · Kadírovtsi | Emirato del Cáucaso Jamaat checheno Muyahidines Estado Islámico del Cáucaso | Victoria rusa - El Emirato del Cáucaso pierde presencia en el Cáucaso Norte |
| Guerra de los Cuatro Días                           | 1 de abril-5 de abril de 2016                    | Azerbaiyán | Armenia Artsaj                                                              | Indeciso - Ambas partes proclaman la victoria. |
| Conflicto fronterizo armenio-azerí de julio de 2020 | 12-16 de julio de 2020                           | Azerbaiyán | Armenia                                                                     | Indeciso - Inicio de la segunda guerra del Alto Karabaj. |
| Segunda guerra del Alto Karabaj                     | 27 de septiembre-10 de noviembre de 2020         | Azerbaiyán Apoyado por: Ejército Nacional Sirio Turquía Proveedor de armas: Israel                                           | Armenia · Artsaj · Diáspora armenia · Proveedor de armas: · Rusia           | Victoria azerbaiyana - Acuerdo de Alto el fuego firmado el 9 de noviembre de 2020. - Establecimiento de Fuerzas rusas para el mantenimiento de la paz en la región. |
| Crisis fronteriza armenio-azerí                     | 12 de mayo de 2021-                              | Azerbaiyán | Armenia                                                                     | En curso - Azerbaiyán ocupó partes de las provincias de Syunik y Gegharkunik adyacentes a la frontera entre Armenia y Azerbaiyán. - Bloqueo de la República de Artsaj. |
| Bloqueo de Artsaj de 2022-2023                      | 10 de diciembre de 2022-30 de septiembre de 2023 | Azerbaiyán | Artsaj Fuerzas de paz rusas                                                 | Victoria azerí - Bloqueo de la República de Artsaj - Ofensiva azerí sobre Artsaj de 2023 |
| Enfrentamientos entre Azerbaiyán y Artsaj de 2023   | 19-20 de septiembre de 2023                      | Azerbaiyán | Artsaj                                                                      | Victoria azerí - Disolución del Ejército de Defensa de Artsaj. |
| Protestas en Georgia de 2024-presente               | 28 de octubre de 2024-presente                   | Manifestantes europeístas Apoyo político: Unión Europea Estados Unidos                                                       | Gobierno prorruso Apoyo político: Rusia                                     | En curso |

### Asia Central
| Guerra                                                    | Duración                                           | Bando 1                                      | Bando 2                                                                                    | Resultado |
| --------------------------------------------------------- | -------------------------------------------------- | -------------------------------------------- | ------------------------------------------------------------------------------------------ | --- |
| Guerra civil tayika                                       | 5 de mayo de 1992-27 de junio de 1997              | Tayikistán · Rusia · Uzbekistán · Kirguistán | Oposición Tayika Unida Movimiento Islámico de Uzbekistán Afganistán Combatientes talibanes | Indeciso - Firma de un acuerdo de Paz general. - Rahmonov es elegido presidente en las elecciones de 1999. - El IRP logra el 30 % de los puestos ministeriales. - Acciones armadas contra talibanes en las zonas fronterizas con Afganistán.                             |
| Revolución de los tulipanes                               | 22 de marzo - 11 de abril de 2005                  | Oposición Kirguiza                           | Gobierno de Kirguistán                                                                     | Victoria de la oposicion - Caída del gobierno del presidente Askar Akayevich Akayev - Primer triunfo democrático en Kirguistán, que se liberalizará de manera definitiva en 2010.                                                                                        |
| Revolución kirguisa                                       | 6 de abril-14 de diciembre de 2010                 | Oposición Kirguiza                           | Gobierno de Kirguistán                                                                     | Victoria Revolucionaria - Caída del gobierno de Kurmanbek Bakiyev. - Cambio de régimen de presidencialismo a parlamentarismo. - Democratización de Kirguistán. |
| Insurgencia en Tayikistán                                 | 19 de septiembre de 2010 – 1 de septiembre de 2015 | Tayikistán                                   | Oposición Tayika Unida                                                                     | Victoria Tayika - Rendición de las fuerzas de oposición con su líder Tolib Ayombekov en agosto de 2012 - Cesión de hostilidades después de la guerra |
| Protestas en Kazajistán de 2016                           | 24 de abril-21 de mayo de 2016                     | Manifestantes civiles                        | Gobierno de Nursultán Nazarbáyev                                                           | *Moratoria de enmienda al Código de Tierras - Dimisión del ministro de Economía Nacional Erbolat Dosaev - Dimisión del ministro de Agricultura Asyljan Mamytbekov - Establecimiento del Ministerio de Información y Comunicaciones - Creación de una Comisión de Tierras |
| Protestas en Kirguistán de 2020                           | 5 de octubre-15 de octubre de 2020                 | Oposición kirguiza                           | Gobierno de Kirguistán                                                                     | Victoria de la oposición - Liberación del expresidente Almazbek Atambayev de la cárcel - Renuncia del presidente Sooronbay Jeenbekov - Proclamación de Sadyr Japarov como presidente interino                                                                            |
| Conflictos entre Kirguistán y Tayikistán                  | 28 de abril–1 de mayo de 2021                      | Tayikistán                                   | Kirguistán                                                                                 | Cese del fuego |
| Protestas en Kazajistán                                   | 2 de enero-12 de enero de 2022                     | Manifestantes civiles                        | Gobierno de Kazajistán · OTSC - Armenia - Bielorrusia - Kirguistán - Rusia - Tayikistán    | Estancado - Gobierno declara estado de emergencia a nivel nacional. - Fuerzas de la OTSC desplegadas en Kazajistán. |
| Protestas en Karakalpakistán de 2022                      | 1 de julio-3 de julio de 2022                      | Manifestantes                                | Gobierno de Uzbekistán                                                                     | Indeciso - Retirada de las reformas constitucionales relativas a Karakalpakistán |
| Enfrentamientos fronterizos entre Kirguistán y Tayikistán | 27 de enero-20 de septiembre de 2022               | Tayikistán                                   | Kirguistán                                                                                 | Estancamiento militar |